# Impasse de la Grande-Boucherie
L'impasse de la Grande-Boucherie (en alsacien : Grossmetziggässel) est une voie de Strasbourg rattachée administrativement au quartier Centre, qui va de la place du Marché-aux-Cochons-de-Lait, à  l'angle avec la place de la Grande-Boucherie, jusqu'à la berge de l'Ill, face au quai des Bateliers. C'est une zone piétonne. L'impasse est bordée par le Musée historique (ancienne « Grande Boucherie ») à l'ouest.

## Toponymie

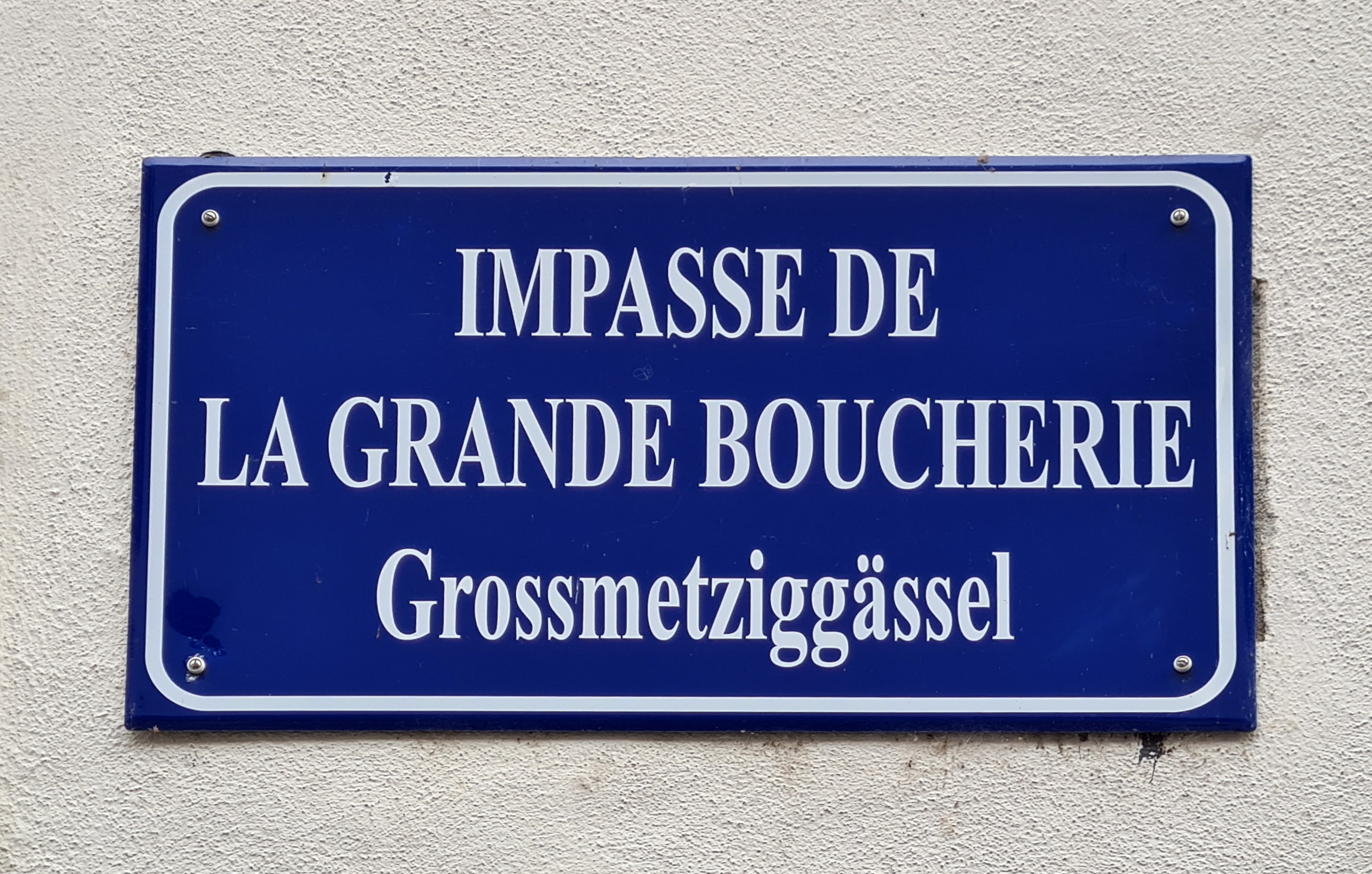
Plaque bilingue, en français et en alsacien.

La rue a connu différentes dénominations, en allemand ou en français. Au XVIIe et au XVIIIe siècle, on se contentait de décrire l'emplacement : Im Winckel, an der Grossen Metzig (« dans l'angle, près de la Grande Boucherie »).
L'appellation « impasse de la Grande Boucherie » serait apparue en 1849, puis reprise en 1918 et 1945, alternant avec an dem Grossmetziggässchen (1872) et Grossmetziggässchen (1890, 1940).
Des plaques de rues bilingues, à la fois en français et en alsacien, sont mises en place par la municipalité à partir de 1995. C'est le cas du Grossmetziggässel.

## Description
L'impasse compte peu de maisons.
Le no 1 fait l'angle avec le no 11 de la place du Marché-aux-Cochons-de-Lait. L'édifice, construit vers 1700, apparaît sur le plan-relief de 1725.
La plus connue est la winstub Pfifferbriader, surnommée « Pfiff » par les connaisseurs, qui fait l'angle avec la place du Marché-aux-Cochons-de-Lait, mais dont l'autre façade, reconnaissable à sa fenêtre peinte en trompe-l'œil, donne sur la rivière.

Winstub Pfifferbriader.
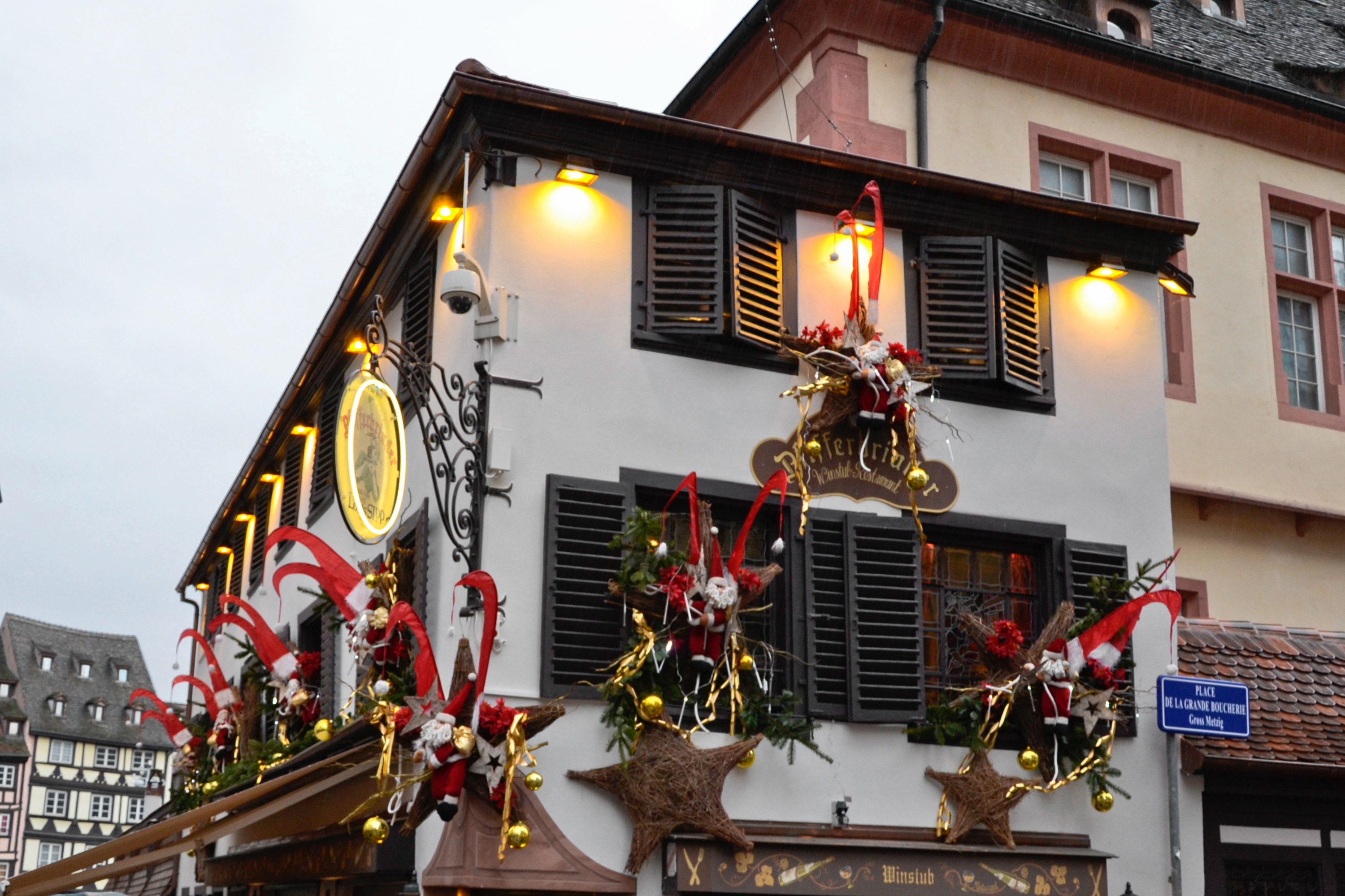
Côté place.
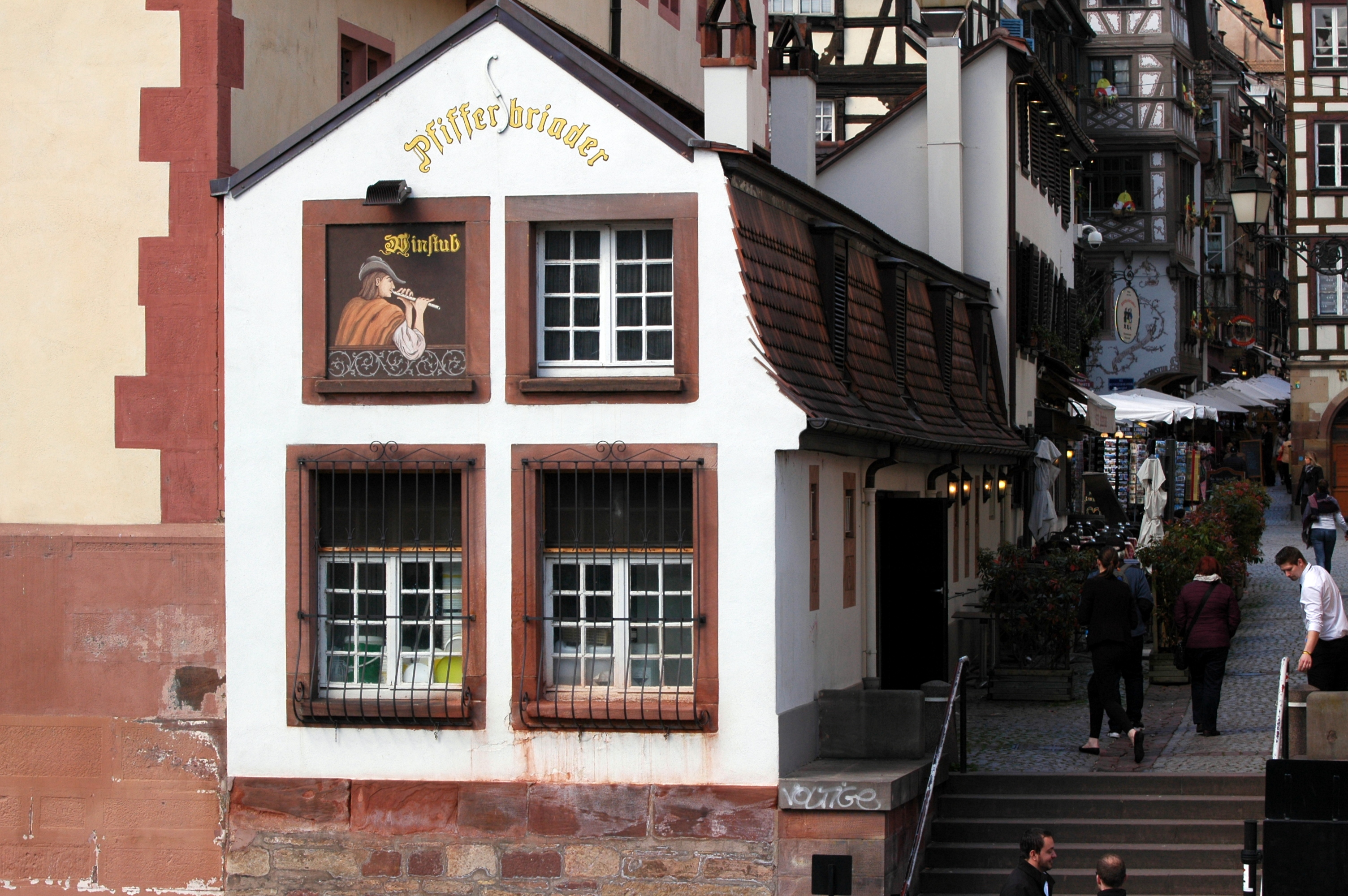
Côté rivière.

L'impasse est fréquentée par les touristes qui descendent quelques marches pour atteindre un ponton d'embarquement des bateaux-mouches.

Tourisme fluvial.
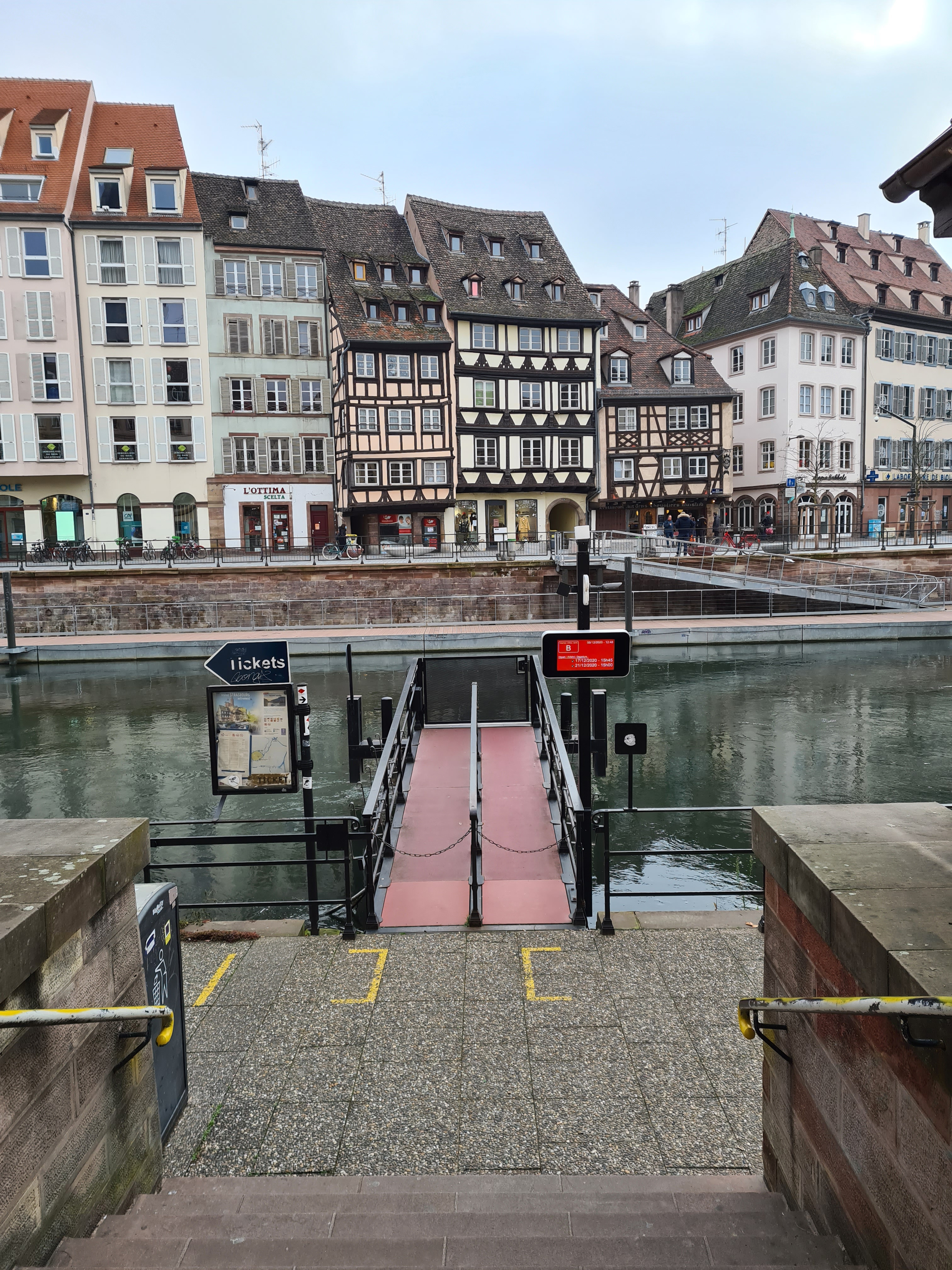
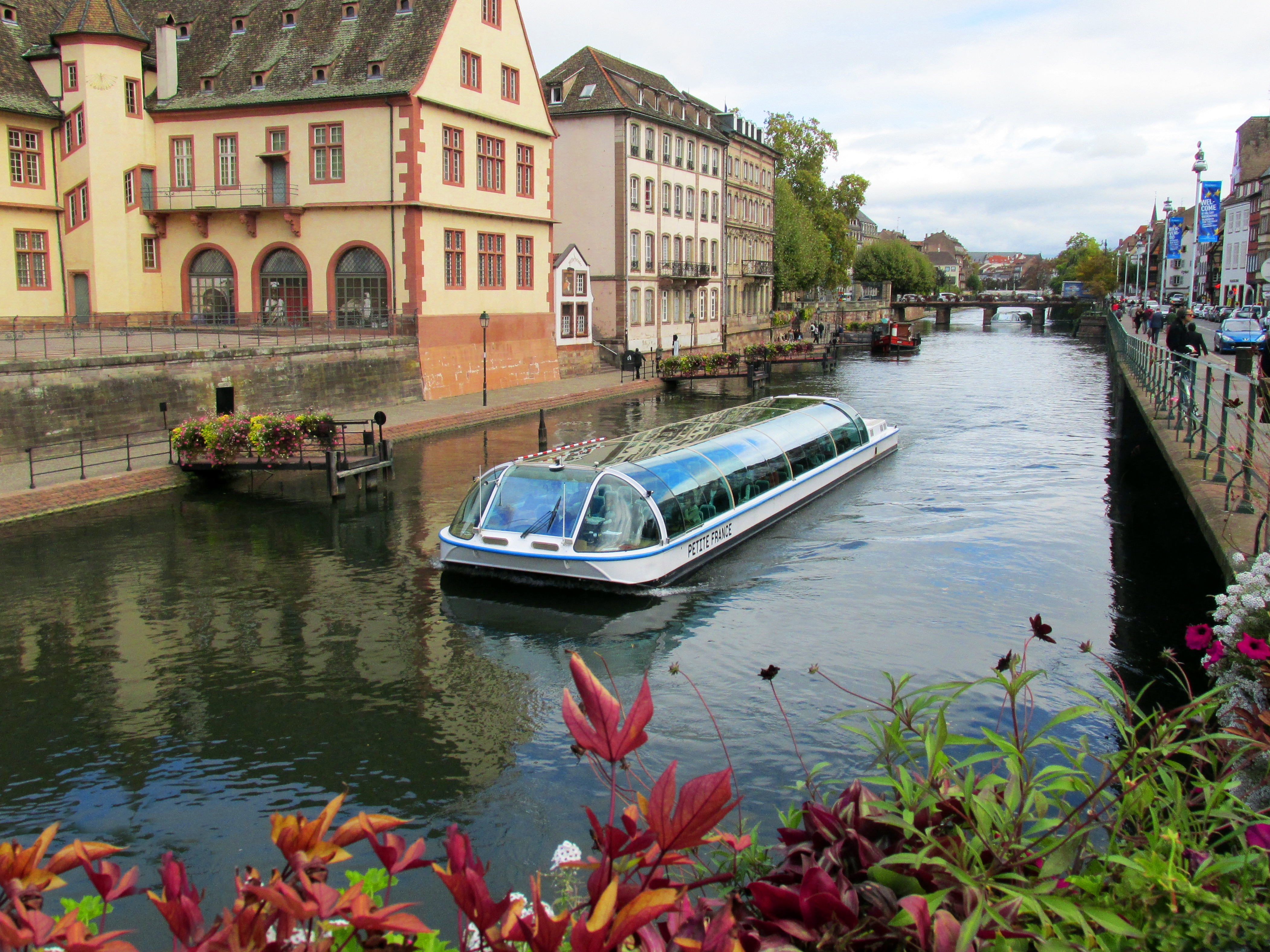